# 최용호 (야구 선수)
최용호(崔容鎬, 1976년 4월 30일 ~ )은 전 KBO 리그 두산 베어스의 투수다.

## 출신학교
- 배명고등학교